# CJB 12 뉴스
CJB 12 뉴스는 SBS의 충북권 네트워크 방송사인 청주방송(CJB)의 정오종합뉴스 프로그램이다.

## 앵커
- 안정은 아나운서 (여)

### 역대 앵커
- 1대 황수동 아나운서 (2014년 7월 21일 ~ 2015년 5월 22일)
- 2대 안정은 아나운서 (2015년 5월 25일 ~ 2015년 11월 20일)

## 같이 보기
- CJB 7 뉴스
- CJB 생활경제
- CJB 뉴스 (1715)
- CJB 8 뉴스
- CJB
- SBS 12 뉴스